# Коростенський ґебіт
Ко́ростенський ґебі́т (нім. Kreisgebiet Korosten «Коростенська округа») — адміністративно-територіальна одиниця Житомирської генеральної округи райхскомісаріату Україна з центром у Коростені. 

## Історія
Округу утворено 20 жовтня 1941 опівдні на території міста Коростеня та Горошківського, Коростенського і Чоповицького районів тогочасної Житомирської області. 
1 квітня 1943 до Коростенського ґебіта влилися два райони розформованого Радомишльського ґебіта: Малинський і Потіївський.
Станом на 1 вересня 1943 Коростенський ґебіт поділявся на 6 німецьких районів: міський район Коростеня (нім. Rayon Korosten-Stadt) та Горошківський (нім. Rayon Goroschki), Коростенський (нім. Rayon Korosten-Land), Малинський (нім. Rayon Malin),  Потіївський (нім. Rayon Potijewka) і Чоповицький (нім. Rayon Tschepowitschi) райони.